# Seradela drobna
Seradela drobna (Ornithopus perpusillus) – gatunek rośliny jednorocznej z rodziny bobowatych. Roślina subatlantycka – rodzimym obszarem jego występowania jest Europa Zachodnia i Środkowa, rośnie także na Wyspach Kanaryjskich, Maderze i Azorach, nielicznie na wybrzeżu śródziemnomorskim w Algierii. Granica wschodnia zasięgu biegnie od południowej Szwecji, przez zachodnią Polskę, południowe Niemcy i północne Włochy. Jako zawlekany stwierdzany był w Europie Wschodniej: w Rosji, Ukrainie, Rumunii, a nawet w Gruzji. Introdukowany m.in. do Ameryki Północnej i Australii. W Polsce północno-zachodniej gatunek dość często spotykany, rzadki w pozostałej, zachodniej części kraju, poza tym bardzo rzadki lub tylko zawlekany. Rośnie na siedliskach ubogich, piaszczystych.
Jest gatunkiem typowym rodzaju seradela Ornithopus.

## Morfologia

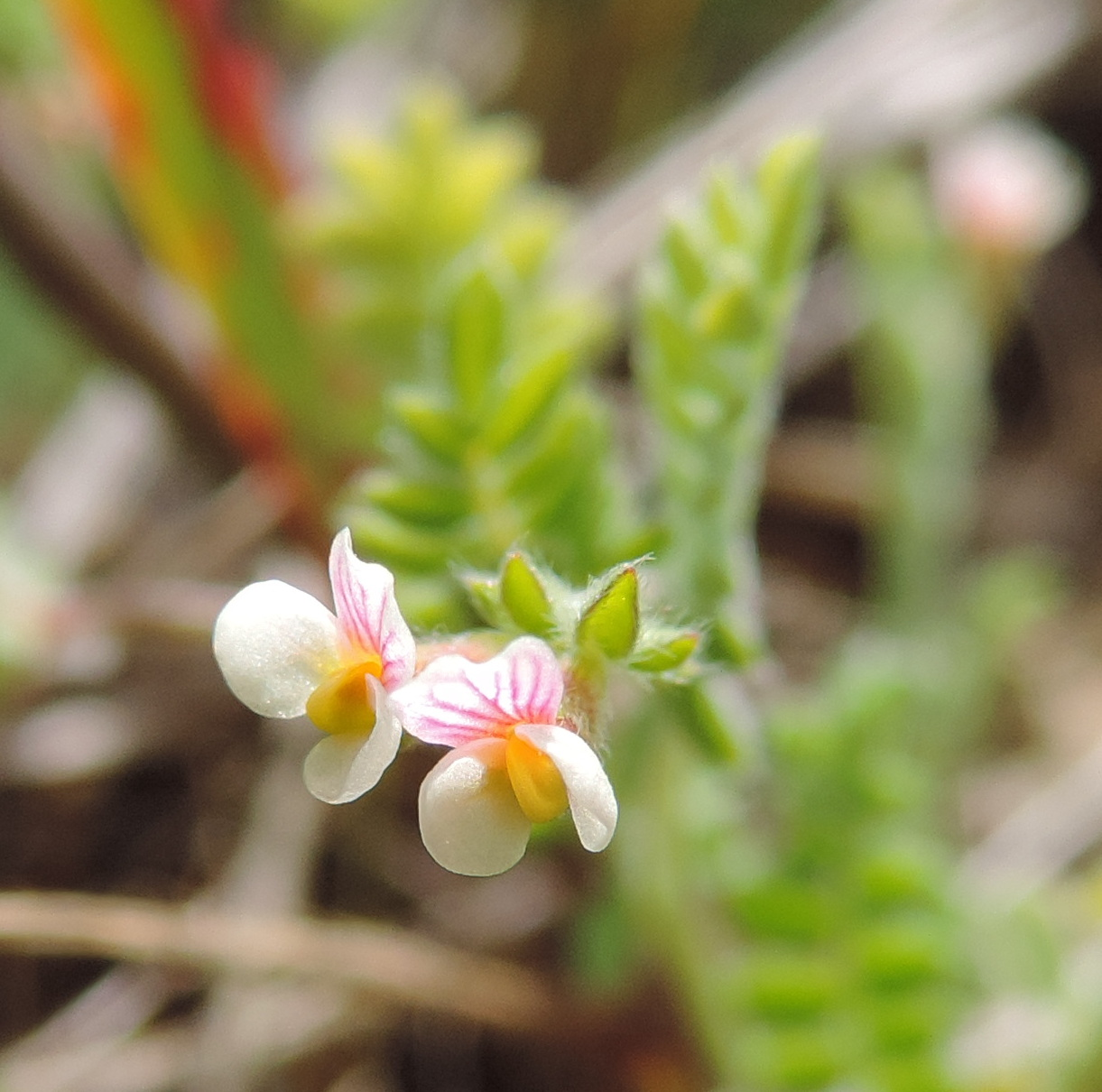
Kwiaty

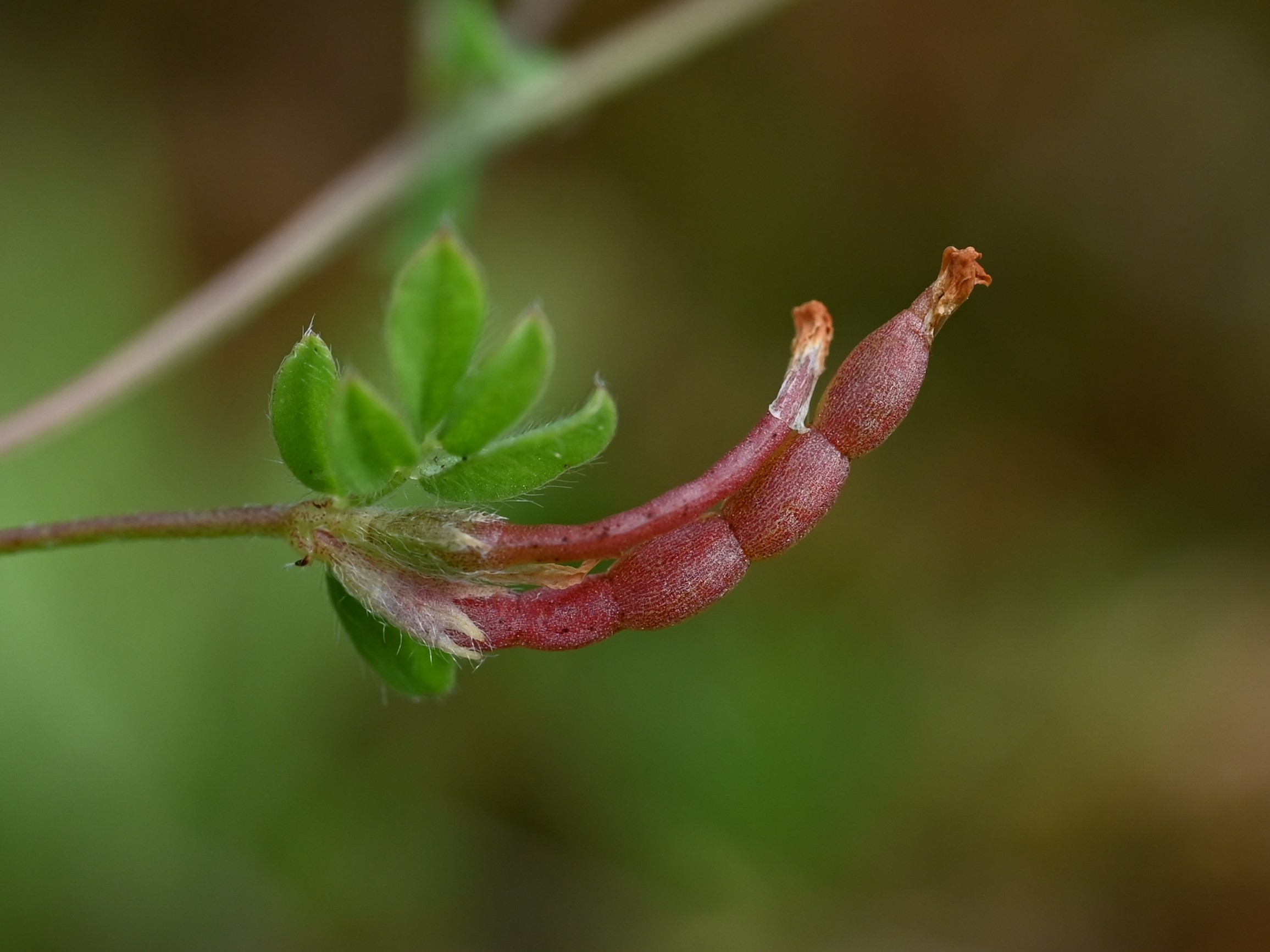
Strąki

PokrójNiewielkie rośliny o pędach osiągających od kilku cm do 30, bardzo rzadko do 50 cm. Zwykle dość gęsto, miękko i odstająco owłosione, rzadko nagie. Gatunek zmienny w zależności od warunków siedliskowych, głównie w zakresie osiąganej wielkości i owłosienia.
ŁodygiOd nasady rozgałęzione i dlatego zwykle dość liczne, cienkie, leżące do podnoszących się.
LiścieDrobne, dolne ogonkowe, górne – siedzące. Blaszka złożona – nieparzystopierzasta; składa się zwykle z 13 do 29 listków. Listki są eliptyczne, do 6 mm długie i 3 mm szerokie, na szczycie czarniawe, zaokrąglone lub zaostrzone.
KwiatyZebrane po 3–5 w kwiatostanach baldaszkowych, wyrastających na szypułkach dłuższych lub o takiej samej długości, jak liście z kątów których wyrastają. U nasady baldaszka wyrasta liść składający się z 5–9 listków. Kwiaty osiągają do 5 mm długości. U ich nasady znajdują się bardzo drobne, lancetowate przysadki, a przy kielichu jeszcze podkwiatki. Kielich cylindryczno-lejkowaty o długości do 3 mm, owłosiony, o ząbkach trzykrotnie krótszych od rurki, trójkątnie-lancetowatych. Korona typowa dla kwiatu motylkowego. Żagielek białawy z purpurowymi żyłkami, na szczycie wycięty, nieco dłuższy od białawych skrzydełek znajdujących się po bokach. Łódeczka żółtawa, krótsza od skrzydełek.
OwoceZwykle łukowato wygięte, rzadziej proste strąki, członowato przewężone i spłaszczone. Osiągają od 8 do 18 mm długości i do 1,7 mm szerokości. Mają barwę brunatną po dojrzeniu. Zawierają jajowate, żółtobrunatne nasiona.

## Biologia i ekologia
Roślina jednoroczna kwitnąca od maja do lipca.
Rośnie na podłożu żwirowym i piaszczystym, na wrzosowiskach i w niskich murawach, też na obrzeżach borów sosnowych. Unika podłoża zasobnego w węglan wapnia. Często pojawia się na słonecznych, suchych przydrożach i ścieżkach na terenach piaszczystych. Należy do roślin pionierskich zasiedlających odsłonięte miejsca na siedliskach ubogich po pożarach lub innych zaburzeniach.

## Mieszańce
Tworzy mieszańce z seradelą pastewną Ornithopus sativus.